# Astragalus neplii
Astragalus neplii là một loài thực vật có hoa trong họ Đậu. Loài này được (Kamelin) Podl. mô tả khoa học đầu tiên năm 2003.